# Specialna enota Ministrstva za notranje zadeve Republike Slovenije
Specialna enota Ministrstva za notranje zadeve Republike Slovenije (SE MNZ; tudi specialna enota policije, specialna policija, rdeči panterji) je policijska specialna enota, ki deluje neposredno pod poveljstvom Generalne policijske uprave Ministrstva za notranje zadeve Republike Slovenije.
Specialna enota je vrhunsko izurjena policijska enota, ki je s svojo mobilnostjo, prilagojeno taktiko delovanja in sodobno opremljenostjo sposobna razreševati najzahtevnejše varnostne naloge. 
Njeni pripadniki se usposabljajo za izvajanje nalog z najvišjo stopnjo tveganja. Pri tem pa težijo k zagotavljanju visoke stopnje varnosti morebitnih nedolžnih in lastne varnosti.
Glavne naloge SE MNZ so:
- protiteroristično delovanje,
- prijetje storilcev hujših kaznivih dejanj
- varovanje najvišjih domačih in tujih državnih predstavnikov,
- varovanje določenih objektov,
- skrbi za ustrezno usposabljanje in izpopolnjevanje pripadnikov specialne enote ter pomaga pri usposabljanju drugih policijskih enot, ministrstva za notranje zadeve ter drugih državnih organov,
- skrbi za vzdrževanje materialno-tehničnih sredstev in opreme enote,

Za manj zahtevne naloge, kot je recimo varovanje bolj fizičnih nogometnih tekem, ob demonstracijah ali recimo posredovanje policistov na Hotizi, se ne uporablja Specialna enota temveč Posebna enota policije. Razlika je bistvena, člani posebne enote so navadni policisti, ki so dodatno usposobljeni, da ob rednem policijskem delu, po potrebi (ukazu) posežejo po specialni opremi (avtomatskem orožju, zaščitnim sredstvom...) in formirajo Posebno enoto. 
Specialci so najbolj izurjene enote policije in njeni člani so najboljši med najboljšimi. 

## Zgodovina
Zgodovina specialne enote se začenja v sedemdesetih letih 20. stoletja, ko so tudi v tujini nastajale podobne enote za boj proti terorizmu. Vzrok temu je bil krvav razplet dogodkov s talci na olimpijskih igrah v Münchnu, v takratni Jugoslaviji pa je povod dal tudi vdor teroristične skupine v Jugoslavijo.
Decembra leta 1972 je bila ustanovljena Četa milice za posebne naloge, ki sta jo sestavljala Vod milice za posebne naloge in Vod milice za zavarovanje objektov, kar lahko štejemo za začetek specialne enote kot jo poznamo danes.
Vod za posebne naloge je bil ustanovljen 1. marca 1973 in je bil sestavljen iz treh oddelkov miličnikov, ki so leta 1972 uspešno končali usposabljanje, za delo pa so se odločili prostovoljno.
Leta 1978 je bila ustanovljena še Zaščitna enota milice (ZEM), ki je bila sestavljena iz vodstva ZEM, čete za posebne naloge (vod za protiteroristične in protidiverzantske naloge, vod za prometno operativne naloge), čete milice za zavarovanje oseb in objektov, samostojnega oddelka za materialno-tehnične zadeve in samostojnega voda za protidiverzijsko zaščito. S tem je ta enota dobila vse lastnosti sodobne specialne enote.
Po zmagi demokratičnih strank, leta 1990 je bila Specialna enota ustanovljena z odločbo takratnega ministra za notranje zadeve Igorja Bavčarja, 23. avgusta istega leta. Ustanovitvi SE MNZ je sledilo obdobje neposrednih priprav na morebitni vojaški spopad z JLA. SE MNZ je aktivno sodelovala v osamosvojitveni vojni leta 1991. Tudi v obdobju umika JLA je imela SE MNZ pomembno vlogo. Zadnje dejanje v vojni za Slovenijo je predstavljalo zavarovanje odhoda JLA z ozemlja Slovenije 26. oktobra 1991.
Z reorganizacijo in sistemizacijo, ki jo je leta 2000 prinesel Zakon o policiji, je policija postala organ v sestavi Ministrstva za notranje zadeve, Specialna enota pa notranje organizacijska enota Generalne policijske uprave.

## Poveljniki
- Vinko Beznik (1. september 1990 – 27. maj 1994)
- Jože Kolenc (27. maj 1994 – 15. februar 1997)
- Srečko Krope (15. februar 1997 – 2. december 1999)
- Jože Sironič (2. december 1999 – 1. januar 2002)
- Zlatko Halilovič (1. januar 2002 – 19. oktober 2004)
- Srečko Krope (19. oktober 2004 – 10. marec 2008)
- Marjan Anzeljc (10. marec 2008 – 30. julij 2014)
- Milan Pleško (1. avgust 2014 – 2018)
- Damjan Žagar (2018 – 1. junij 2024)
- Robert Radkovič (od 2. septembra 2024)

## Organizacija
- vodstvo (usmerja delovanje enote)
- enota A (osnovna operativna enota)
- enota B (enota združuje ljudi s specialističnim znanjem: ostrostrelce, vodnike službenih psov, jamarje, alpiniste, potapljače, voznike specialnih vozil)
- enota C (logistična in podporna enota)
- enota za protibombno zaščito
- enota za izpopolnjevanje in usposabljanje

## Oznake
Znak specialne enote ima obliko ščita. V zgornjem delu je napis SPECIALNA ENOTA, pod njim pa je stilizirana podoba karantanskega panterja. Osnova ščita je črna, obroba in napis sta zlato rumena, panter na našitku pa je rdeč.

## Odmevne akcije
- Iskanje pobeglega storilca dvojnega umora na območju Belih Vod leta 2000 (storilec je bil po krajšem spopadu ubit na begu).